# Trifolium spadiceum
Espèce
Classification phylogénétique

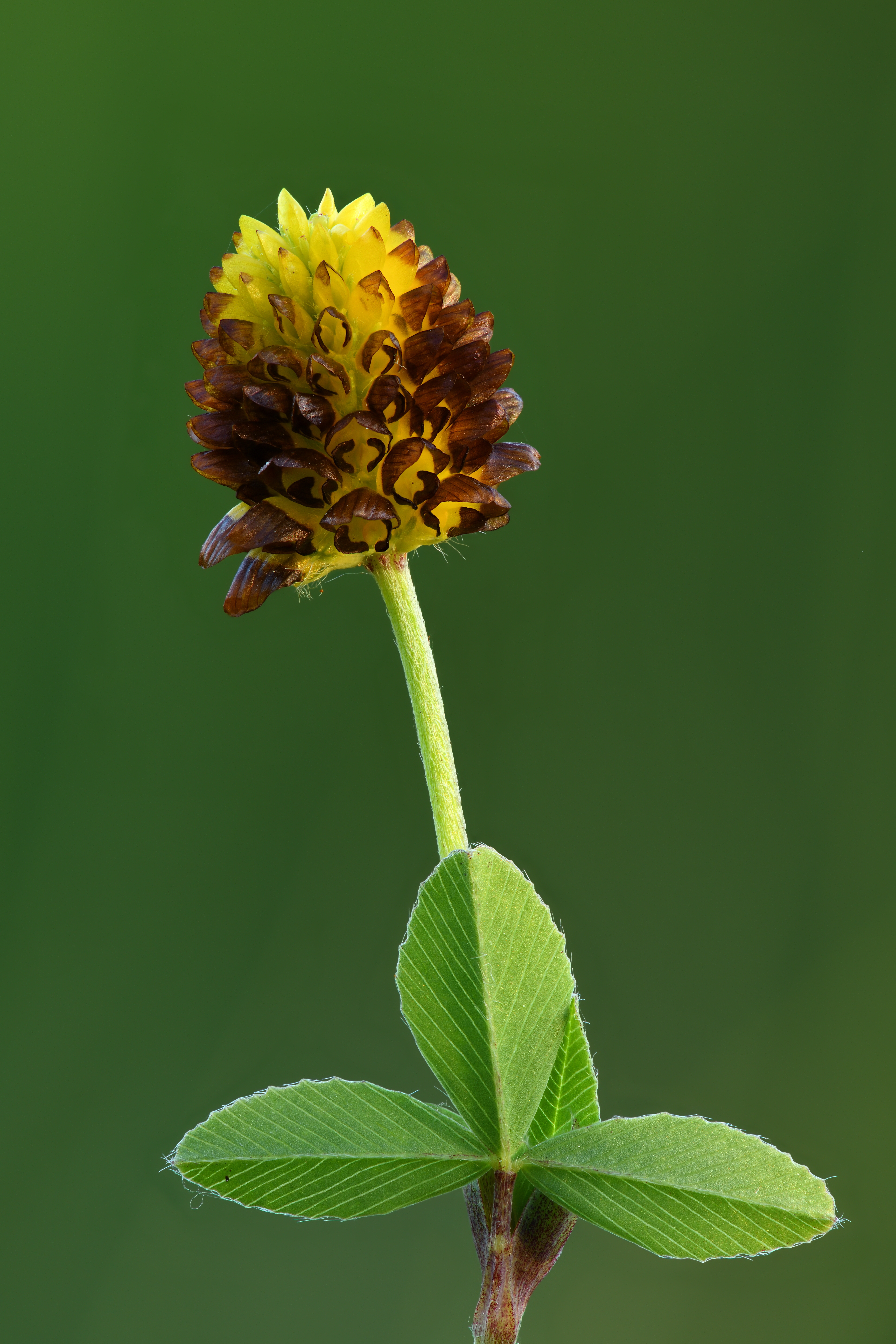
Trifolium spadiceum dans le village de Niitvälja, en Estonie, en juin 2022.

Trifolium spadiceum, le Trèfle jaune doré ou Trèfle brun-rouge, est une espèce de plantes à fleurs de la famille des Fabaceae.

## Description
C'est une plante herbacée annuelle de 10 à 40 cm de hauteur. Les feuilles supérieures sont opposées par 2 et divisées en trois folioles sessiles de forme elliptique. Les fleurs sont jaune vif et sont regroupées en inflorescences plus hautes que larges. Elles deviennent brunes en vieillissant et les inflorescences prennent avec le temps une forme cylindrique caractéristique.

## Écologie, habitat
Ce trèfle relativement rare affectionne les prairies humides et les zones tourbeuses de l'Europe boréale et orientale ainsi que de certains massifs montagneux d'Europe de l'ouest. En France, il est surtout présent dans le Massif central et sur les crêtes des Cévennes mais on peut le trouver aussi, de façon plus disséminée, dans les Pyrénées, les Alpes (entre 800 et 2 200 m d'altitude), les Vosges et le Jura. On le trouve également dans les Apennins centraux.